# Vetrișoaia
Vetrișoaia – wieś w Rumunii, w okręgu Vaslui, w gminie Vetrișoaia. W 2011 roku liczyła 2662 mieszkańców.